# Desátkový chrám

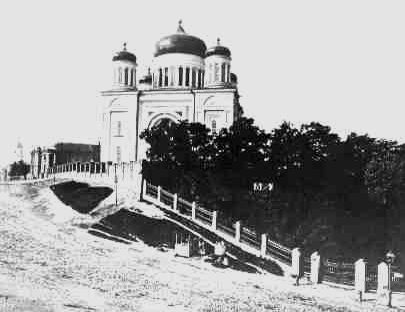
Desátkový chrám v XIX. století

Desátkový chrám neboli chrám Zesnutí Přesvaté Bohorodice (rusky Десяти́нная це́рковь, nebo церковь Успения Пресвятой Богородицы) v Kyjevě byl první kamenný kostel Kyjevské Rusi. První kostel vznikl v letech 986 až 996 v Kyjevě na počest přesvaté Bohorodice za vlády knížete Vladimíra Velikého, jenž na výstavbu a údržbu chrámu vyčlenil desetinu svých příjmů, odkud také pochází jeho název. Svatý Vladimír sem údajně dal z Chersonnesu přenést ostatky svatého Klementa Římského.
V ruinu kostel proměnil v roce 1240 vpád mongolského chána Bátú, jehož horda kostel zdevastovala při obléhaní Kyjeva.
Obnoven byl až v 19. století, a to díky iniciativě patriarchy Jevhenije Bolchovitinova, který nechal nový chrám stavět od roku 1828. Dostavěn byl v roce 1842, na stavbě se po celou dobu podílel ruský architekt Vasilij Stasov. Definitivní zánik kostela přinesla sovětská administrativa, která jej jako nepotřebný zbourala v roce 1935.

## Seznam pohřbených
V chrámu měly svůj hrob tyto osoby:
- Anna Porfyrogennéta (13. 3. 963 Konstantinopol – 1011 Kyjev) z Makedonské dynastie byla byzantskou princeznou. Manželka kyjevského velkoknížete Vladimíra I.
- Vladimír I. (958 – 15. 7. 1015 Berestove, dnes součást Kyjeva) z dynastie Rurikovců byl šestým vládcem Kyjevské Rusi. Z jeho panovnických činů je nejznámější christianizace Rusi, díky níž byl později, pravděpodobně v polovině 13. století, prohlášen za světce. V chrámu byl pohřben společně s manželkou Annou Porfyrogennétou.
- Svatá Olga († 11. 7. 969 Kyjev) byla kyjevská kněžna, manželka knížete Igora a po jeho smrti regentka Kyjevské Rusi v době nezletilosti svého syna Svjatoslava I. Igoreviče. Jako první z ruských vládců přijala křesťanství a po smrti začala být uctívána jako světice.
- Jaropolk I. (955 – 978) z dynastie Rurikovců byl pátým vládcem Kyjevské Rusi.
- Oleg Svjatoslavič († 977) z dynastie Rurikovců byl bratrem Jaropolka I.

Ostatky Anny Porfyrogennéty a Vladimíra I. byly po zániku kostela přemístěny do Kyjevskopečerské lávry. Osud dalších ostatků není znám.

## Stavba
Desátkový kostel byl postaven v letech 989–996 na území kyjevského dědince knížetem Vladimírem Svjatoslavičem, který na jeho výstavbu a údržbu věnoval desetinu svých příjmů – desátek odtud pochází název kostela.  
Desátkový kostel byl křížově kupolovitý šestisloupový kamenný chrám. Na začátku 11. století utrpěl škody při velkém požáru. Později byl obnoven a obklopen galeriemi ze tří stran. Kostel byl zdoben mozaikami, freskami, vyřezávanými mramorovými a břidlicovými deskami. Ikony, kříže a liturgické náčiní byly přivezeny z Chersonésu Tavričeského. Kromě hlavního oltáře měl kostel ještě dvě boční kaple – zasvěcené svatému Vladimírovi a svatému Mikuláši.  
V Desátkovém kostele se nacházela knížecí hrobka, kde byli pochováni Vladimír Svjatoslavič a jeho manželka – byzantská princezna Anna. Sem byly také přeneseny ostatky kněžny Olgy z Vyšhorodu.

## Zničení
V období feudální roztříštěnosti Ruska kostel často trpěl knížecími rozbroji. V roce 1169 byl Desátkový kostel vypleněn vojsky Andreje Bogoljubského a v roce 1203 vojsky Rurika Rostislaviče. Dne 6. prosince 1240 hordy chána Batúa, které dobyly Kyjev, zničily Desátkový kostel. Během mongolského obléhání města se v chrámu ukrývalo obyvatelstvo okolních osad, které si s sebou přineslo všechny své cennosti.  
Existuje hypotéza, že zdi chrámu se zřítily pod údery mongolských obléhacích strojů. Jiná teorie předpokládá, že se stavba zhroutila pod váhou lidí, kteří hledali útočiště na střeše a dalších konstrukcích budovy. Možná také, že kostel nebyl příliš pevně postaven. Archeologické výzkumy ukázaly, že ve 12. století byly některé jeho stěny znovu postaveny. Někteří badatelé se domnívají, že v době obléhání vyžadoval kostel opravy po zemětřesení.  
Téměř dvě století zůstával v troskách, na nichž byl postaven malý dřevěný chrám svatého Mikuláše Desátkového. Některé dochované části kostela byly později použity při stavbě římskokatolické katedrály na Podolu.  
Ve „Seznamu ruských měst vzdálených i blízkých“ z 90. let 14. století se uvádí, že „svatá Bohorodička Desátková, kamenná, byla vzdálena o půltřetí třicáté versti“.

## Výzkumy a rekonstrukce

### XVII—XVIII století
Archeologické vykopávky ruin chrámu začaly ve 30. letech 17. století z iniciativy kyjevského metropolity Petra Mohyly. U jedné z dochovaných přístaveb byla zřízena malá pamětní kaple na počest zničené svatyně. V ní byla uchovávána byzantská ikona svatého Mikuláše, kterou přivezl kníže Vladimír z Korsuně.
Chrám obnovený metropolitou Petrem Mohylou
Později Petro Mohyla objevil v ruinách sarkofág knížete Vladimíra a jeho manželky Anny. Lebka knížete byla nejprve uložena v chrámu Proměnění Páně (Spasa) na Berestově a následně přenesena do Uspenského chrámu Kyjevsko-pečerské lávry. Čelist a další kosti byly předány do chrámu svaté Sofie, zatímco zbytek byl znovu pohřben. Ve své závěti Petro Mohyla odkázal na obnovu Desátkového chrámu tisíc zlatých.
V roce 1758 chrám vyžadoval rekonstrukci, která byla provedena pod dohledem jeptišky Nektarie Dolgoruké z Florivského kláštera. Během oprav byly znovu nalezeny a přeneseny sarkofágy.

### XIX století
Nový Desátkový chrám postavený v roce 1842  
V roce 1803 byl chrám na plánu města, který vytvořil architekt Andrij Meleňskyj, označen jako „Kamenný chrám na počest svatého Mikuláše, zvaný Desátkový“. V roce 1824 metropolita Jevgenij Bolchovitinov pověřil archeologa K. A. Lochvického odkrytím základů Desátkového chrámu a v roce 1826 pokračoval v průzkumu archeolog Jefimov. Byly nalezeny zbytky mramoru, mozaiky, jaspisu a pohřební sarkofág, údajně patřící kněžně Olze. Jelikož naleziště nebylo chráněno, začalo být rozkrádáno.  
Dne 2. srpna 1828 byl slavnostně posvěcen základ pro nový chrám, který měl stát na původním místě. Po architektonickém soutěžním řízení, kterého se zúčastnil i A. Meleňskyj, bylo rozhodnuto, že nový chrám v tzv. byzantsko-moskevském stylu (který se však výrazně lišil od původní stavby) postaví petrohradský architekt Vasilij Stasov. Výstavba stála přes 100 000 rublů ve zlatě. Ikonostas byl vytvořen jako kopie ikonostasu Kazaňského chrámu v Petrohradě, jehož originály namaloval Vladimír Borovikovskij. Nový chrám Narození přesvaté Bohorodičky byl vysvěcen 15. července 1842 kyjevským metropolitou Filaretem spolu s arcibiskupem žytomyrským Nikanorem a biskupem smolenským Josifem.  
Dne 31. července 1837 bylo několik cihel z Desátkového chrámu uloženo do základu Červené budovy Kyjevské univerzity na symbolické propojení univerzity svatého Vladimíra s dědictvím knížete Vladimíra jako křtitele Rusi.  

### XX století
Chrám v roce 1911 a jeho zánik 
V roce 1928 byl Desátkový chrám, postavený v 19. století, zničen komunistickým režimem v rámci protináboženské kampaně.  
V letech 1938–1939 expedice Institutu historie materiální kultury Akademie věd SSSR pod vedením Michaila Kargera provedla rozsáhlé archeologické výzkumy všech částí Desátkového chrámu. Během vykopávek byly nalezeny fragmenty mozaikové podlahy, fresek, kamenných sarkofágů a základy původního chrámu. V okolí chrámu byly odhaleny ruiny knížecích paláců, domů bojarských rodin, řemeslnických dílen a četná pohřebiště z 9.–10. století. Artefakty jsou uloženy v Sofijském muzeu a v Národním muzeu historie Ukrajiny.  
Zachovalé podzemní základy původního Desátkového chrámu svědčí o tom, že šlo o trojlodní stavbu s širokým ochozem, která představovala přechodný typ mezi bazilikou a centrálním chrámem. Její půdorys a výzdoba ukazují vliv umění Chersonésu a raného byzantského stylu.  
Dne 26. listopadu 1996 Národní banka Ukrajiny vydala dvě pamětní mince „Desátkový chrám“ ze stříbra a měděno-niklové slitiny, věnované 1000. výročí výstavby chrámu – prvního kamenného chrámu Kyjevské Rusi.  

### XXI století
V letech 2005–2011 prováděl kyjevský tým architektonicko-archeologické expedice pod vedením Gliba Ivakina společně s badateli ze Lvova (Institut ukrajinistiky I. Krypjakevyče) a Petrohradu (Ermitáž) rozsáhlý výzkum základů Desátkového chrámu, nacházejících se v hloubce přibližně dvou metrů. Přestože projekt trpěl nedostatkem financí, archeologické práce probíhaly nepřetržitě šest let.  

### Výstava v roce 2021
V srpnu 2021 byla v Národním muzeu historie Ukrajiny otevřena výstava, která představila více než 1000 nálezů z místa Desátkového chrámu: stavební materiály, dekorativní prvky, fragmenty fresek a mozaik, bronzový zvon, náboženské a každodenní předměty, byzantský procesní kříž a také zbytky jednoho z knížecích pohřbů z 11. století. Výstava obsahovala také artefakty z pohanského pohřebiště, na jehož místě byl chrám postaven.

## Plány na obnovu
Dne 3. února 2005 tehdejší prezident Ukrajiny Viktor Juščenko zadal Kyjevské městské státní správě úkol obnovit Desátkový chrám. Na tento projekt mělo být z rozpočtu vyčleněno přibližně 90 milionů hřiven.